# Juan Pablo Brzezicki
Pour les articles homonymes, voir Brzezicki.
Juan Pablo Brzezicki, né le 12 avril 1982 à Buenos Aires, est un joueur de tennis argentin, professionnel de 2001 à 2012.

## Carrière
Juan Pablo Brzezicki compte à son palmarès six tournois Futures en simple et un Challenger acquis à Salinas en 2007. Plus prolifique en double, il a remporté 12 tournois Challenger entre 2003 et 2009, les deux derniers avec David Marrero. En 2007, alors qu'il dispute seulement son 4e tournoi ATP, il s'impose à Amersfoort aux côtés de Juan Pablo Guzmán.
Ses principaux résultats sur le circuit principal ont été obtenus à Roland-Garros en 2007 où issu des qualifications, il atteint le 3e tour après avoir battu Robert Kendrick et Guillermo García-López. En 2008, il est quart de finaliste à Viña del Mar.
Reconverti comme entraîneur, il a notamment travaillé avec Nicolás Kicker et Yannick Hanfmann.

## Palmarès

### Titre en double messieurs
| No | Date       | Nom et lieu du tournoi       | Catégorie   | Dotation  | Surface      | Partenaire        | Finalistes                | Score    |          |
| -- | ---------- | ---------------------------- | ----------- | --------- | ------------ | ----------------- | ------------------------- | -------- | -------- |
| 1  | 16-07-2007 | Dutch Open Tennis Amersfoort | Int' Series | 391 000 $ | Terre (ext.) | Juan Pablo Guzmán | Robin Haase Rogier Wassen | 6-2, 6-0 | Parcours |

## Parcours enGrand Chelem

### En simple
| Année | Open d'Australie | Open d'Australie | Internationaux de France | Internationaux de France | Wimbledon | Wimbledon | US Open         | US Open      |
| ----- | ---------------- | ---------------- | ------------------------ | ------------------------ | --------- | --------- | --------------- | ------------ |
| 2005  | —                | —                | 1er tour (1/64)          | Tim Henman               | —         | —         | —               | —            |
| 2006  | —                | —                | —                        | —                        | —         | —         | —               | —            |
| 2007  | —                | —                | 3e tour (1/16)           | Carlos Moyà              | —         | —         | —               | —            |
| 2008  | 1er tour (1/64)  | Sam Warburg      | —                        | —                        | —         | —         | —               | —            |
| 2009  | —                | —                | —                        | —                        | —         | —         | 1er tour (1/64) | Carsten Ball |

N.B. : à droite du résultat se trouve le nom de l'ultime adversaire.

### En double
| Année | Open d'Australie          | Open d'Australie      | Internationaux de France   | Internationaux de France | Wimbledon | Wimbledon | US Open | US Open |
| ----- | ------------------------- | --------------------- | -------------------------- | ------------------------ | --------- | --------- | ------- | ------- |
| 2005  | —                         | —                     | 2e tour (1/16) J. I. Chela | F. Čermák Leos Friedl    | —         | —         | —       | —       |
| 2008  | 2e tour (1/16) A. Calleri | E. Butorac K. Ullyett | —                          | —                        | —         | —         | —       | —       |

N.B. : le nom du ou de la partenaire se trouve sous le résultat ; le nom des ultimes adversaires se trouve à droite.